# جونی تاپیا
جونی تاپیا (اسپانیایی: Johnny Tapia‎; ۱۳ فوریهٔ ۱۹۶۷ – ۲۷ مهٔ ۲۰۱۲) بوکسور اهل ایالات متحده آمریکا بود.